# رایس ۴۳۲۷
سیارک ۴۳۲۷ (به انگلیسی: 4327 Ries، نامگذاری:1982KB1) چهار هزار و سیصد و بیست و هفتمین سیارک کشف شده‌است که در ۲۴ مه ۱۹۸۲ کشف شد.
قدر مطلق سیارک برابر ۱۲٫۳۰ است.